# Lars-Ola Borglid
Lars-Ola Östen Borglid, född 10 mars 1939 i Huskvarna,  död 19 december 2014, var en svensk journalist, författare och fotograf.
Lars-Ola Borglid studerade vid Lunds universitet, där han också var redaktör för Lundagård. Han var med vid starten av TV2 hösten 1969 som nyhetsreporter på Rapport. Han arbetade som journalist inom press, radio och TV. Han var den som byggde upp Smålandsnytt från 1983 och var med i redaktion för TV4:s lokal-TV i Växjö. I 15 år var han utrikeskorrespondent. Det första landet han rapporterade från var Libyen och han rapporterade också från Iran, Polen, Kenya, Mellanöstern, Irland, norra Afrika, Botswana och dåvarande Rhodesia.
Han var gift första gången med Kristina Borglid, andra gången med Annty Landherr, och tredje gången 1988 med Carin Borglid (född Bohman 1958), som är reporter vid Smålandsnytt. Han fick en dotter i det tredje äktenskapet. Lars-Ola Borglid är begravd på Lekaryds kyrkogård.